# Richard Mastracchio
Richard Alan "Rick" Mastracchio (Waterbury, 11 februari 1960) is een Amerikaans ruimtevaarder. 
Mastracchio zijn eerste ruimtevlucht was STS-106 naar het Internationaal ruimtestation ISS met de spaceshuttle Atlantis en vond plaats op 8 september 2000. 
Mastracchio maakte deel uit van NASA Astronautengroep 16. Deze groep van 44 ruimtevaarders begon hun training in 1996 en had als bijnaam The Sardines.
In totaal heeft hij vier ruimtevluchten op zijn naam staan. Tijdens zijn missies maakte hij negen ruimtewandelingen.